# Medaglia al merito militare (Austria)
La medaglia al merito militare (detta anche Signum Laudis) fu una medaglia di benemerenza dell'Impero austriaco.

## Storia
La medaglia venne fondata il 12 marzo 1890 dall'imperatore Francesco Giuseppe d'Austria per ricompensare con lode quanti si fossero distinti particolarmente nel corso degli scontri armati sostenuti dall'Impero austriaco. Essa poteva essere conferita anche in tempo di pace a quanti si fossero distinti per benemerenze nell'esercito. La medaglia venne coniata anche dall'Imperatore Carlo I dal 1916 al 1918.

## Classi
In entrambe le versioni, sia per quella di Francesco Giuseppe che per quella di Carlo I, la medaglia era suddivisa in tre classi di benemerenza:
- grande medaglia di bronzo dorato (Große Militärverdientsmedaille)
- medaglia di bronzo dorato
- medaglia d'argento

La medaglia in argento venne istituita il 26 marzo 1911 come ricompensa per coloro che avessero ottenuto un secondo conferimento della medaglia di bronzo: sebbene originariamente dovesse sostituire la medaglia di bronzo per conferimenti multipli, il 7 aprile 1914 fu decretato che le due classi potessero essere indossate contemporaneamente.
La grande medaglia di bronzo dorato venne introdotta con decreto del 1º aprile 1916 da Francesco Giuseppe come ulteriore distinzione dalle precedenti due classi, ma solo pochi esemplari vennero coniati col volto del vecchio imperatore in quanto egli morì quello stesso anno e i nuovi esemplari che vennero coniati riportarono il volto di Carlo I suo successore. Il medesimo decreto prescriveva le barrette per il secondo (1 barretta) e terzo (2 barrette) conferimento della medaglia in argento.
Il 31 dicembre del medesimo anno vennero introdotte le spade incrociate, da portare sul nastro della medaglia o sulla prima barretta

## Insegna
La medaglia consisteva in un disco di bronzo dorato che, sul diritto, riportava il profilo dell'Imperatore Francesco Giuseppe o di Carlo I rivolto verso destra e laureato, accompagnato dalla legenda dei suoi titoli, posta circolarmente. Sul retro una corona d'alloro, all'interno della quale si trova l'iscrizione latina "SIGNUM LAUDIS" (Segno di lode). La medaglia era agganciata al nastro tramite una corona imperiale, anch'essa di bronzo dorato. Nel caso di Carlo I la medaglia era agganciata al nastro tramite due corone imperiali, a simboleggiare il regno austro-ungarico. La medaglia poteva essere concessa senza distinzioni di grado da quelli più alti sino al soldato.
Il nastro era in tutti i casi a strisce orizzontali bianche e rosse con, per ciascun lato, una striscia bianca ed una rossa.

## Insigniti notabili
- Eugen Bregant, ufficiale austriaco
- Eugenio d'Austria - feldmaresciallo austriaco
- Federico d'Austria-Teschen - feldmaresciallo austriaco
- Eugen Beyer - ufficiale austriaco, poi generale
- Eduard von Böhm-Ermolli - feldmaresciallo austriaco
- Svetozar Boroević - feldmaresciallo austriaco
- Johann Cantarutti - colonnello austriaco
- Franz Conrad von Hötzendorf - Capo dello staff generale del k.u.k. Armee, l'esercito dell'Impero austro-ungarico
- Erich von Falkenhayn - generale tedesco
- Paul von Hindenburg - feldmaresciallo tedesco poi presidente della Germania
- Hermann Kövess von Kövesshaza - ultimo comandante in capo alle forze austro-ungariche
- Alexander Löhr - ufficiale austriaco, poi comandante dei Heimwehr Flieger Korps e quindi generale nella Luftwaffe
- Erich Ludendorff - generale tedesco
- Artur Phleps - ufficiale austriaco, poi Obergruppenführer delle Waffen SS
- Miklós Horthy - ufficiale navale austriaco, poi reggente d'Ungheria
- Stjepan Sarkotić - generale croato nell'esercito austro-ungarico
- Mieczysław Smorawiński - ufficiale austro-ungarico poi generale dell'esercito polacco
- Georg Ludwig von Trapp - ufficiale della k.u.k. Kriegsmarine
- Józef Zając - generale polacco della Siły Powietrzne
- Mustafa Kemal Atatürk - colonnello ottomano e poi fondatore della Repubblica di Turchia (d'argento con decorazione di guerra 1916)